# Gazette des Deux-Ponts
Die Gazette des Deux-Ponts war eine französischsprachige politische Zeitung im 18. und 19. Jahrhundert. Sie erschien ab 3. Mai 1770 in Zweibrücken (daher der französische Name) und galt, obwohl fürstentreu, als eine der aufgeklärtesten und freiesten Zeitungen im absolutistischen Europa. Ab 1786 erschien sie täglich und war damit die erste linksrheinische politische Tageszeitung. Zu ihren Abonnenten in London, Paris, Wien und Rom gehörten neben verschiedenen Königshöfen und den Gebildeten Süddeutschlands unter anderem auch Benjamin Franklin.
Herausgeber war Jean Pierre Solome, Geheimer Rat des Herzogs Karl II. August.
Die Zeitung erschien nach der Flucht Karl Augusts aus Zweibrücken in Mannheim und trug in der Folge nacheinander die Namen Journal politique de l’Europe, faisant suite a la Gazette des Deux-Ponts, Journal politique de Mannheim und Nouvelles litteraires et politiques.